# Andrena uyacensis
Andrena uyacensis là một loài Hymenoptera trong họ Andrenidae. Loài này được Cockerell mô tả khoa học năm 1949.